# Béatrice Dalle
Béatrice Dalle, född som Béatrice Cabarrou den 19 december 1964 i Brest i Bretagne, är en fransk skådespelerska och modell. 
Hon blev fotomodell i början av 1980-talet av en slump, då en fotograf upptäckte henne under en promenad i Paris. Som skådespelerska gjorde hon sin debut i Jean-Jacques Beineix numera kultförklarade film Betty Blue - 37°2 på morgonen från 1986. Sedan dess har skådespelarkarriären alltmer överskuggat hennes insatser som modell.
Hon är berömd, alternativt beryktad, för att ta sig an karaktärsroller som ofta porträtterar djupt personlighetsstörda kvinnor. Bland annat har hon spelat kannibal i Claire Denis film Trouble Every Day. Béatrice Dalle förknippas därför i regel med "smala" filmer som behandlar udda ämnen.

## Filmografi (i urval)
- 1986 – Betty Blue - 37°2 på morgonen
- 1991 – Night on Earth
- 1994 – Jag är inte sömnig
- 1997 – The Blackout
- 2001 – Trouble Every Day
- 2003 – Vargens tid
- 2004 – Clean
- 2007 – À l'intérieur